# Gaston Féry
Gaston Féry (ur. 24 kwietnia 1900 w Longwy, zm. 29 listopada 1985 w Paimpol) – francuski lekkoatleta (sprinter), medalista olimpijski z 1920.
Specjalizował się w biegu na 400 metrów. Na igrzyskach olimpijskich w 1920 w Antwerpii zdobył brązowy medal w sztafecie 4 × 400 metrów (biegła w składzie: Géo André, Féry, Maurice Delvart i André Devaux). Na tych samych igrzyskach startował również w biegu na 400 metrów, ale odpadł w półfinale.
Féry wystąpił również na igrzyskach olimpijskich w 1924 w Paryżu, gdzie odpadł w ćwierćfinale biegu na 400 metrów, a sztafeta 4 × 400 metrów z jego udziałem zajęła w finale 5. miejsce.
Był sześciokrotnym mistrzem Francji w biegu na 400 metrów w latach 1919-1924. Jego rekord życiowy na tym dystansie wynosił 49,6 s i pochodził z 1924.